# Катаро-турецкий газопровод
Катаро-турецкий газопровод (проект) — неосуществлённый проект строительства газопровода для поставок природного газа, который должен был начинаться в супергигантском нефтегазовом месторождении Северное/Южный Парс в территориальных водах Катара и Ирана и проходить через территорию Турции, где он мог бы соединяться с магистральным газопроводом Набукко (также нереализованным проектом) с целью снабжения европейских и турецких потребителей. Предполагалось, что одна ветка газопровода должна была проходить через Саудовскую Аравию, Иорданию и Сирию, а другая — через Саудовскую Аравию, Кувейт и Ирак. Основным камнем преткновения для трубопровода была бы необходимость соглашения о транзите через Саудовской Аравией, которая течение десятилетий имела напряженные политические отношения с Катаром. «Должно быть какое-то свидетельство политической воли со стороны Королевства Саудовская Аравия, чтобы инвестиционное сообщество всерьез восприняло этот проект», — сказал Дуглас Каски, менеджер офиса консалтинговой компании IPA Energy and Water Economics в Абу-Даби.
В 2009 году бывший министр иностранных дел Франции Дюма заявил что Асад отказался предоставлять свою территорию для проведения ветки, якобы для того чтобы «защитить интересы России, союзника Сирии, которая является ключевым поставщиком газа в Европу».

## Идея строительства газопровода
Катар предложил построить этот газопровод стоимостью 10 миллиардов долларов в 2000 году. Этот трубопровод должен был связать Катар с ключевыми европейским потребителями, укрепить аравийские монархии Персидского залива на доминирующих позициях газовых рынков и существенно обогатить Катар, который является близким союзником США в регионе.

## Отказ Сирии от участия в строительстве
В 2009 году правительство Башара Асада после длительных переговоров отвергло идею такого газопровода и принял решение в 2012 году подписать с Тегераном меморандум, в котором были зафиксированы намерения организовать сирийский транзит иранского газа в Европу через Ирак, минуя Турцию. В этом соглашении также оговаривалась возможность строительство завода по сжижению газа на берегу Средиземного моря. Иными словами, Башар Асад вызвал острую реакцию суннитских монархий после публично высказанного им одобрения «исламского газопровода», по которому газ с иранской части Южного Парса должен был пойти через Сирию в ливанские порты и оттуда отправиться в Европу.
Реализация этого проекта усилила бы экономическое положение Ирана, влияние которого на политические и экономические процессы на Ближнем Востоке существенно бы возросло.
Вскоре после отказа Асада поддержать идею катарско-турецкого газопровода и согласия способствовать осуществлению проекта ирано-ливанской магистрали, Израиль выступил с критикой такого намерения. В первую очередь официальный Иерусалим выражал беспокойство по поводу возможного усиления шиитских военизированных повстанческих организаций — «Хезболлах» и ХАМАС, которые смогут получить большее финансирование на подрывную деятельность, которая носила бы антиизраильский характер. С другой стороны, в ходе кулуарных обсуждений рассматривалась возможность проведения одной из веток газопровода с Аравийского полуострова по старой трассе Иран — Эйлат — Ашкелон (или же в Ашкелон природный газ мог направляться через Иорданию.
В 2011 году в Сирии начались гражданские протесты, переросшие в гражданскую войну, одной из основных причин которых стало противостояние суннитского большинства с алавитским меньшинством, преимущественного находящимся у власти. На всем протяжении конфликта Катар и Саудовская Аравия оказывают активную финансовую и материальную поддержку многим противникам сирийского правительства Башара Асада; в случае свержения последнего и захвата власти оппозицией (что произошло в декабре 2024 г.), Катар и Саудовская Аравия получат возможность влиять на новое правительство и вопрос о строительстве газопровода из Катара в Турцию может быть поднят вновь.
В феврале 2016 года журналист и писатель Роберт Кеннеди-младший (сын Роберта Кеннеди) в объёмной аналитической статье для журнала Politico отметил, что «необъявленная война» США против Б. Асада (и дальнейшая прямая агрессия) началась после того, как сирийская сторона отвергла идею строительства газопровода, который связал бы Турцию, Иорданию, Сирию и Саудовскую Аравию.

### Опровержение Башара Асада
В интервью корреспонденту издания Комсомольская правда (октябрь 2016) Башар Асад заявил, что от Катара не поступало никаких предложений о строительстве газопровода из Катара через Сирию и следовательно никакого отказа от участия в строительстве такого газопровода не могло быть.

## Аргументы против строительства
В то же время ряд экспертов-экономистов полагает, что реализованный проект газопровода от Катара так или иначе проигрывал бы по экономическим показателям и логистической гибкости поставкам сжиженного газа, которые осуществлялись бы морскими судами. Дело в том, что газовозы не привязаны к определенному рынку — они могут быть направлены в любую точку в зависимости от высоты текущих цен. Они могут легко конкурировать с трубами, если транспортировка занимает более двух тысяч морских миль.
Соответственно, высказывались предположения о нерентабельности подобного газотранспортного проекта в том числе и для Катара.
Турция, долгое время торговавшаяся с Ираном, неоднократно заявляла, что намерена покупать иностранный газ по более низкой цене и перепродавать его европейским потребителям по цене собственного газа, поэтому турецкая сторона не испытывала серьёзной заинтересованности в использовании своей территории в качестве транзитной.
Среди факторов, который определял нерентабельность проекта газопровода, отмечалась необходимость строительства дорогостоящей транспортной инфраструктуры для получения и размещения газа из Турции, в то время как в экономике стран ЕС наблюдается стагнация, не способствующая выделению крупных денежных средств на проекты магистральных трубопроводов.
Так или иначе, в условиях продолжающегося ожесточённого гражданского противостояния в Сирии и торможения Женевских мирных переговоров по Сирии идеи строительства новых веток магистрального газопровода не могут быть осуществлены в ближайшей и среднесрочной перспективах.